# Dia (hold)
Az Dia (régebbi nevén: S/2000 J 11) egy Jupiter-hold. A Scott S. Sheppard által vezetett csillagászcsoport fedezte fel a Hawaii Egyetemen 2000-ben. 2015. március 7-én kapta az új nevét.
A hold körülbelül 4 kilométer átmérőjű, és átlagosan 12,571 Mm távolságban kering a Jupiter körül, 287,931 naponta megkerülve azt. Inklinációja 28° az ekliptikához képest (26° a Jupiter egyenlítőjéhez), excentricitása 0,2058.
A Himalia csoportba tartozik.